# Innan vi dör
Innan vi dör är en svensk thrillerserie som produceras av B-Reel Films (BR•F) för Sveriges Television med premiär den 15 januari 2017. I huvudrollerna syns Marie Richardson, Adam Pålsson, Alexej Manvelov och Sofia Ledarp.
Inspelningarna inleddes i november 2015, och programmet är en samproduktion mellan SVT, tyska ZDF och Filmregion Stockholm-Mälardalen/Film Capital Stockholm. Adam Pålsson vann Kristallen 2017 för sin roll i Innan vi dör i kategorin årets manliga skådespelare i en tv-produktion.
Den andra säsongen hade premiären på SVT den 13 oktober 2019.
2021 hade en brittisk nyinspelning vid namn Before We Die premiär.

## Handling
Hanna (Richardson) arbetar på Stockholmspolisens enhet för organiserad brottslighet och dras in i en maktstrid i undre världen när hennes älskare och kollega Sven kidnappas. Situationen blir ännu mer komplicerad när hon inser att en av de inblandade är hennes egen son Christian (Pålsson), som Hanna tappat kontakten med sedan hon sett till att han gripits för droginnehav.

## Rollförteckning (urval)

### Säsong 1
- Marie Richardson – Hanna Svensson, polisutredare
- Adam Pålsson – Christian "Chippen" Pravdić,  son till Hanna Svensson
- Magnus Krepper – Björn Isaksson, polisutredare
- Alexej Manvelov – Davor Mimica, affärsman och ledare av den krimimella Mimica-familjen
- Sofia Ledarp – Tina Wiik, polisutredare
- Peshang Rad – Stefan Vargic, brottsling och nära bekant till Mimica-familjen
- Johan Hedenberg – Sven Birgersson, polisutredare och god vän till Hanna Svensson
- Ulf Stenberg – Adam, medlem av MC-gänget Mobsters
- Sandra Redlaff – Blanka Mimica, yngsta medlemmen av Mimica-familjen
- Malgorzata Pieczynska - Dubravka Mimica, mor till Davor och Blanka Mimica
- Christian Hillborg – Petter Hill, andreman i Mobsters
- Sara Jangfeldt – Fausta, polisutredare
- Richard Forsgren – Magnus, polisutredare
- Sofia Rönnegård – Rakel, polisutredare
- Cedomir Djordjevic – Bojan, polisutredare
- Felix Engström – Ulrik, ledare av Mobsters
- Jan Mybrand – Richard Ohlsson, bekant till Mobsters
- Andreas Rothlin Svensson – Roger
- Julia Marko-Nord – Tarja
- Max Lapitskij – Zvonomir Mimica, farbror till Davor och Blanka Mimica
- Ann-Charlotte Franzén – Solgerd Birgersson, fru till Sven Birgersson
- Sannamari Patjas – Vicy
- Irene Paquibot – Sunee
- Erik Johansson – Markus
- Pilantanee Junkong – Raylai
- Dejan Čukić – Rade Pravdić, far till Christian Pravdić
- Ivica Zubak – Majmun, torped anställd av familjen Mimica
- Rebecka Hemse - Monica, Petter Hills fru
- Sabina Heitmann – Klädförsäljaren
- Ed Sundquist – Pojken
- Andreas Björklund – TV-reporter
- Nina Gunke – Barbro
- Suzanne Ernrup – Krimtekniker
- Kola Krauze - Suvorov

### Säsong 2
- Marie Richardsson – Hanna Svensson, polisutredare
- Adam Pålsson – Christian "Chippen" Pravdić, polisinfiltratör
- Magnus Krepper – Björn Isaksson
- Cedomir Djordjevic – Bojan, polisutredare
- Maria Sundbom – Lena Hermansson, delägare av Kretsen
- Antti Reini – Lars Wiking, torped för Kretsen
- Alexej Manvelov – Davor Mimica, ledande gestalt i den kriminella Mimica-familjen
- Sandra Redlaff – Blanka Mimica, Christians ex
- Jacob Ericksson – Pierre Kanehed, polischef
- Stefan Sauk – Jan Hermansson, delägare av Kretsen
- Malgorzata Pieczynska – Dubravka Mimica, ledare av familjen Mimica
- Richard Forsgren – Magnus, polisläcka
- Danilo Bejarano – Ben Nasser, medlem av Kretsen
- Shada Helin-Sulhav – Laura, torped för familjen Mimica
- Peter Schildt – Rade Pravdić, Christians far
- Kalled Mustonen – Pawel Mimica, torped för familjen Mimica
- Erik Johansson – Markus, f.d. pojkvän till Davor
- Pilantanee Jungkong – Raylai Isaksson, fru till Björn
- Maria Sid – Cindy Lorentz, advokat
- Carl Ingemarsson Stjernlöf – Säkerhetspolis
- Beka Kuliev – Jovan Mimica, underhuggare för familjen Mimica
- Samuel Fröler – Försvarsministern
- Rolf Lydahl - ÖB
- Gladys del Pilar – Astrid, barägare
- Cilla Thorell – Polischefen
- Tom Ljungman – Fevsi, medlem av Kretsen
- Göran Thorell – Vapenhandlare